# Adhezija

Proces vezivanja supstance za površinu druge supstance.

Napomena 1: Adhezija zahteva energiju koja može da potiče od hemijskih i/ili fizičkih 
 veza. Fizičke veze su reverzibilne kada se primeni dovoljna energija.
Napomena 2: U biologiji, adhezija odražava ponašanje ćelija neposredno nakon kontakta
sa površinom.
Napomena 3: U hirurgiji, adhesion se koristi da se dva tkiva neočekivano spajaju.

Adhezija (lat. adhaesio: prijanjanje, lepljenje), u fizici, je pojava međusobnog privlačenja površina dva tela načinjena od različitih materija, ili tela i tečnostu, zbog delovanja intermolekulskih sila između molekula. Privlačne sile su kratkog dosega, a njihova vrednost zavisi od vrste materija u dodiru. Prianjanje je izraženije ako je jedna od materija tečnost. Ono može biti vrlo jako.
Na svojstvu adhezije zasniva se, na primer, metalizacija prskanjem (štrcanjem, šopiranjem), koja se sastoji se od prskanja kapljica rastopljenog metala ili legure na površinu predmeta pomoću vazdušnog mlaza. Metalizovanje se vrši pomoću posebnog alata u obliku pištolja u koji automatski ulazi žica od nekog metala. Ta se žica plamenikom ili električnim lukom rastopi, a onda se pod vazdušnim pritiskom (pneumatika) izbacuje u mlazu na predmet koji se metalizira. Na takav način se može i drvo metalizirati.

## Lepak
Lepak ili adheziv je materija koja služi za lepljenje (slepljivanje) materijala, to jest za njihovo spajanje stvaranjem veznoga filma među slepljenim površinama. Delovanje lepaka temelji se na njihovom prijanjanju uz površinu predmeta (adhezija) i njihovoj unutrašnjoj čvrstoći, koja potiče od privlačnih međuatomskih ili međumolekularnih sila (kohezija). Osnova je lepljenja kvašenje površina lepkom te naknadno očvršćivanje slepljenog spoja. Kvašenje površine zavisi od napetosti površine i ravnotežnom kontaktnom uglu koji se uspostavlja između čvrste površine materijala, tečnog lepka i vazduha. Teorija lepljenja vrlo je složena, jer pritom učestvuje niz činioca koji se odnose na svojstva površina koje se lepe (hemijska aktivnost, hidrofilnost ili hidrofobnost, čistoća, hrapavost površine, homogenost), na svojstva lepka (površinska napetost, viskoznost, polarnost, kiselost ili baznost, brzina sušenja) te fizička i mehanička svojstva stvorenog veznog filma. Lepkovi se u obliku viskozne tečnosti nanose u tankom sloju na jednu ili na obe površine koje se slepljuju, katkad uz povišeni pritisak. Sušenjem lepka stvara se nakon nekog vremena adhezijska veza i postiže maksimalna čvrstoća slepljenog spoja, zbog isparavanja medija u kojem se lepak primenjuje (voda ili organski rastvarač) ili pak hemijskom reakcijom materija sadržanih u lepku.

## Metalizacija
Na pojavi adhezije zasniva se, na primer, metalizacija prskanjem, koja se sastoji se u raspršivanju kapljica rastaljenog metala ili legure na površinu predmeta pomoću vazdušnog mlaza. Metaliziranje se vrši upotrebom posebnog alata u obliku pištolja u koji automatski ulazi žica nekog metala. Ta žica se na plameniku ili električnim lukom rastopi, a zatim,  pod vazdušnim pritiskom (pneumatika) izbacuje u mlazu na predmet koji se metalizira. U takvom postupku, može se metalizirati čak i drvo.
Tehnike metalizacije započele su već od izrade ogledala. Godine 1835, Justus fon Libig otkrio je postupak oblaganja staklene površine metalnim srebrom, čineći stakleno ogledalo jednim od najranijih metaliziranih predmeta. Oblaganje ostalih nemetalnih površina brzo se povećavalo uvođenjem ABS plastike. Budući da je nemetalni objekt loš električni provodnik, površina objekta mora se učiniti provodljivom pre nego što se obavi oblaganje. Plastični deo se najpre hemijski istiskuje pogodnim postupkom, poput potapanja u vruću smesu hromna kiselina – sumporna kiselina. Potopljena površina je osetljiva i aktivirana prvo uranjanjem u kalaj(II) hlorid rastvor, zatim u paladijum hlorid. Obrađena površina se nakon dodatnog oblaganja premaže bakrom ili niklom. Ovaj postupak daje korisne (oko 1 do 6 kgf/cm ili 10 do 60 njutn/cm) adhezijska sila, ali je mnogo slabiji od stvarne čvrstoće prijanjanja metala na metal.

## Površinska energija
Površinska energija se uobičajeno definiše kao rad koji je potreban za izgradnju područja određene površine. Drugi način da se vidi površinska energija je veza sa radom potrebnim za cepanje skupnog uzorka, stvarajući dve površine. Ako su nove površine identične, površinska energija γ svake površine jednaka je polovini rada za razlaganje, W: 
γ = (1/2)W11.
Ako su površine nejednake, primjenjuje se  Jang-Dupreova jednačina:
W12 = γ1 + γ2 – γ12,
gde su  γ1 i γ2 površinske energije dve nove površine, a γ12 je interfejsna energija.
Ovaj metod se takođe može koristiti za diskusiju o cepanju veza koja se događa u drugom mediju: 
γ12 = (1/2)W121 = (1/2)W212.
Ove dve količine energije odnose se na energiju koja je potrebna za cepanje jedne vrste na dva dela, a sadržana je u mediju druge vrste. Isto tako i za trovrsni sistem: 
γ13 + γ23 – γ12 = W12 + W33 – W13 – W23 = W132,
gde je W132 energija cepanja vrste 1 iz vrste 2 u mediju vrste 3.
Osnovno razumevanje termina energije cepanja, površinske energije i površinske napetosti vrlo je korisno za razumevanje fizičkog stanja i događaja koji se zbivaju na određenoj površini, teorija ovih varijabli takođe donosi neke zanimljive efekte koji se tiču praktičnosti lepljivih površina u odnosu na okruženje.

## Mehanizmi
Ne postoji jedinstvena teorija o adheziji, a posebni mehanizmi su specifični za određene materijalne scenarije. Da bi se objasnilo zašto se jedan materijal zalijepi za drugi, predloženo je pet mehanizama adhezije.

### Mehanički
Adhezivni  materijali ispunjavaju praznine ili pore površina i drže površine zajedno spojene. Ostale pojave međusobnog spajanja primećuju se na skali različitih dužina. Šivenje je primer dva materijala koji tvore mehaničku vezu velikih razmera, Šav tvori jedan na srednjoj lestvici, a neki tekstilni adhezivi (lepilo) formiraju jedan u malim skalama.

### Hemijski
Dva materijala mogu tvoriti vezu na spoju. Najjača jedinjenja su ona gde atomi dvu materijala dele ili zamenjuju elektrone (poznate kao kovalentno vezanje ili jonsko vezanje). Slabija veza nastaje ako atom vodonika u jednom molekulu privlači atom azota, kiseonika ili fluora u drugom molekulu, fenomen koji se zove vodonična veza.
Do hemijske adhezije dolazi kada površinski atomi dve odvojene površine tvore jonske, kovalentne ili vodonične veze. Tehnički princip koji stoji iza hemijske adhezije u ovom je smislu prilično jednostavan: ako se površinski molekuli mogu vezati, tada će se površine povezati mrežom tih veza. 
Treba napomenuti da su ove privlačne jonske i kovalentne sile učinkovite na vrlo malim udaljenostima – manjim od nanometra. To u načelu znači ne samo da se površine s potencijalom za hemijsko vezanje trebaju zbližiti, već i da su te veze prilično krhke, jer je potrebno da održe zajedničku bliskost.

### Disperzijski
Kod disperzivne adhezije, poznate i kao fizikacija, dva materijala su spojena van der Valsovim silama : privlačenje između dva molekula, od kojih svaki ima područje blagog pozitivnog i negativnog naboja. U jednostavnom slučaju, takvi molekuli su prema tome polarni u odnosu na prosek gustine naboja, mada u većim ili složenijim molekulima može biti više „polova” ili regija s većim pozitivnim ili negativnim nabojima. Ti pozitivni i negativni polovi mogu biti trajno svojstvo molekula (Kisomova sila) ili prolazni efekt koji se može dogoditi u bilo kom molekulu, jer nasumično kretanje elektrona unutar molekula može rezultirati privremenom koncentracijom elektrona u jednoj regiji (Londonove sile).
U nauci o površinama, termin 'adhezija' se gotovo uvek odnosi na disperzivnu adheziju. U tipskom sistemu kruto-tečno-gasovito (kao što je kap tečnosti na čvrstoj sredini okružena vazduhom) kontaktni ugao se koristi za indirektno procenjivanje adhezije, dok centrifugalni balans adhezije omogućava direktno količinsko merenje adhezije. Generalno, slučajevi gde je kontaktni ugao nizak, smatraju se adhezivnijim po jedinici površine. Ovaj pristup pretpostavlja da donji kontaktni ugao odgovara većoj površinskoj energiji. Teorijski, tačniji odnos između kontaktnog ugla i rada adhezije je uključeniji i dat je Jang-Dupreovom jednačinom. Kontaktni ugao trofaznog sistema je funkcija, ne samo disperzivne adhezije (interakcija između molekula u tečnosti i molekula u čvrstoj materiji), već i kohezije (interakcije između samih molekula tečnosti). Jaka adhezija i slaba kohezija rezultiraju visokim stepenom vlaženja, stanjem liofilnosti sa malim izmerenim uglovima kontakta. Suprotno tome, slaba adhezija i jaka kohezija rezultiraju liofobnim uslovima sa visokim izmerenim uglovima kontakta i slabim vlaženjem.
Sile Londonove disperzije su posebno korisne za funkciju uređaja za adheziju, jer nije neophodno da ijedna površina ima trajnu polarnost. Opisao ih je 1930-ih Fric London, a primetili su ih mnogi istraživači. Londonove disperzijske sile su posledica efekata statističke kvantne mehanike. London je teoretizirao da privlačne sile između molekula, koje se ne mogu objasniti jonskom ili kovalentnom interakcijom, mogu izazvati polarni momenat unutar molekula. Multipolovi bi mogli objasniti privlačnost između molekula koji imaju trajne multipolne momente koji učestvuju u elektrostatičkoj interakciji. Međutim, eksperimentalni podaci pokazali su da mnogi spojevi opaženi na van der Valsovim silama uopšte nisu imali multipole. London je sugerirao da trenutni dipoli nastaju isključivo zahvaljujući tome što su molekuli međusobno blizu. Rešavajući kvantno mehanički sistem dva elektrona kao harmonički oscilator na određenoj udaljenosti jedan od drugog, izmeštajući se u pauzama njihovih položaja i međusobno komunicirajući sa poljima. London je pokazao da energija ovog sistema daje:
{\displaystyle E=3h\nu -{\frac {3}{4}}{\frac {h\nu \alpha ^{2}}{R^{6}}}}
Dok je prvi izraz jednostavno energija nulte tačke, drugi negativni član opisuje privlačnu silu između susednih oscilatora. Isti se argument može proširiti i na veliki broj spojenih oscilatora, te na taj način pokreće pitanja koja posebno negiraju velike privlačne efekte trajnih dipola koji se poništavaju simetrijom.
Dodatna priroda disperzijskog učinka ima još jednu korisnu posledicu. Razmotrimo jedan takav disperzivni dipol, koji se naziva izvorni dipol. Budući da je bilo koji izvorni dipol inherentno orijentiran tako da ga privlače susedni dipoli koje on indukuje, dok ostali, udaljeniji dipoli nisu povezani bilo kojim faznim odnosom s izvornim dipolom (tako da u proseku ništa ne doprinosi), postoji prisilna neto privlačnost u velikoj količini takvih čestica. Kada se razmatraju identične čestice, to se naziva kohezijska sila.
Kada se govori o adheziji, ovu teoriju je potrebno pretvoriti u izraze koji se odnose na površine. Ako u skupu sličnih molekula postoji neto privlačna energija kohezije, cepanje ove mase za proizvodnju dve površine stvoriće površine s disperzivnom površinskom energijom, jer oblik energije ostaje isti. Ova teorija daje osnovu za postojanje van der Valsovih sila na površini, koje stoje između bilo kojih molekula koji imaju elektrone. Te se sile lako uoče kroz spontano skakanje glatkih površina u  kontakt.
Glatke površine liskuna, zlata, raznih polimera i čvrstih želatinskih rastvora ne odvajaju se kada razmak postane dovoljno mali – reda 1–10 nm. Jednačinu koja opisuje ove atrakcije predvideli su 1930-tih De Boer i Hamaker:
{\displaystyle {\frac {P}{area}}=-{\frac {A}{24\pi z^{3}}}},
gde je P sila (negativna na privlačnost), z je udaljenost razdvajanja, A je konstanta specifična za materijal koja se naziva Hamakerova konstanta.
Učinak je očit i u eksperimentima u kojima je polimimetilsiloksan (PDMS) izrađen sa malim periodičnim poststrukturama. Podloga s stubovima postavlja se licem prema dole na glatku površinu, tako da je površina između svakog stuba uzdignuta nad glatkom površinom, poput krova koji je poduprt stubovima. Zbog ovih atraktivnih disperzivnih sila između PDMS-a i glatke podloge, povišena površina – ili „krov“ – urušava se na podlogu bez ikakvih vanjskih sila osim van der Valsvog privlačenja. Jednostavne glatke polimerne površine – bez ikakvih mikrostruktura – obično se koriste za ta disperzivna svojstva adhezije. Etikete i nalepnice koje se stavljaju na staklo bez upotrebe hemijskih lepila prilično su česte kao igračke i ukrasi i korisne su kao adhezivi za uklanjanje jer ne gube brzo svoja lepljiva svojstva, kao što to ima lepljiva traka lepljivi hemijski spoj.
Važno je napomenuti da ove sile deluju i na vrlo malim rastojanjima – 99% potrebnih aktivnosti za razbijanje van der Valsovih veza odvija se nakon što se površine povuku više od nanometra. Kao rezultat, ovo ograničeno kretanje i u van der Valsovim i u jonskim/kovalentnim situacijama spajanja, praktična efikasnost adhezije usled jedne ili obe ove interakcije predstavljaju poželjno stanje. Jednom kada se pokrene pukotina, ona se lako širi duž sučelja zbog krhke prirode interfejsnih veza. Kao dodatna posledica, povećavanje površine često ne poboljšava snagu adhezije u ovoj situaciji. Ovo proizlazi iz gore navedenog kvara pukotina – napon na sučelju nije ravnomerno raspoređen, već je koncentrisan na području greške.

### Elektrostatički
Neki vodljivi materijali mogu propustiti elektrone da bi formirali razliku u električnom naboju na spoju. To rezultira strukturom sličnom kondenzatoru i stvara privlačnu elektrostatsku silu između materijala.

### Difuzijski
Neki materijali se mogu spojiti na kontaktu difuzijom. To se može dogoditi kada su molekuli oba materijala pokretni i rastvorljivi jedni u drugom. Ovo bi bilo posebno efikasno kod polimernih lanaca gde jedan kraj molekule difundira u drugi materijal. To je ujedno i mehanizam koji je uključen u sinterovanje. Kada se metal ili keramički praškovi zajedno pritisnu i zagrevaju, atomi difundiraju od jedne čestice do druge. Ovo spaja čestice u jedno.
Difuzijke sile su donekle poput mehaničkog vezanja na molekulskom nivou. Difuzno vezanje nastaje kada vrste s jedne površine prodiru u susednu površinu dok su još uvek vezane za fazu od koje potiču. Jedan poučan primer je površina polimera na polimeru. Difuzno spajanje na polimerima i polimernim površinama rezultat je odsečaka polimernih lanaca s jedne površine koji su međusobno povezani s onima susedne površine. Sloboda kretanja polimera ima snažan učinak na njihovu sposobnost prezasićenosti, a samim tim i na difuzno vezanje. Na primer, umreženi polimeri su manje sposobni za difuziju i interdigitaciju, jer su povezani na mnogim tačkama dodira i ne mogu se uviti u susednu površinu. Neumreženi polimeri (termoplastika), s druge strane slobodnije ulaze u susednu fazu širenjem repova i petlji preko sučelja.
Druga okolnost pod kojom dolazi do difuznog vezanja je „ceđenje”. Lančani rascep je način rezanja polimernih lanaca, što rezultira većom koncentracijom distalnih repova. Povišena koncentracija ovih krajeva lanca dovodi do povišene koncentracije polimernih repova koji se protežu preko sučelja. Šišanje se lako postiže ultraljubičastim zračenjem u prisustvu plina sa kiseonikom, što sugeriše da adhezijski uređaji koji koriste difuzno vezanje zapravo imaju koristi od dužeg izlaganja toploti/svetlu i vazduhu. Što je duže takav uređaj izložen tim uvetima, više se repova pregleda i razgraniči kroz sučelje.
Nakon prelaska preko sučelja, repovi i petlje formiraju sve veze koje su povoljne. U slučaju površina polimera na polimeru to znači više van der Valsovih sila. Iako su one krhke, prilično su jake kada se formira njihova velika mreža. Vanjski sloj svake površine ima presudnu ulogu u adhezijskim svojstvima takvih interfejsa, čak i sićušna količina interdigitacije – samo jedan ili dva repa, dužine 1,25 angstrema – može povećati van der Valsove veze zavisno od veličine.

## Literatura
- John Comyn, Adhesion Science, Royal Society of Chemistry Paperbacks, 1997
- A.J. Kinloch, Adhesion and Adhesives: Science and Technology, Chapman and Hall, 1987